# Рэндаку
Рэндаку (яп. 連濁, букв. «последовательное озвончение») — особенность морфонологии японского языка, при которой в некоторых ситуациях глухой начальный согласный корня становится звонким, если перед корнем стоит другой корень или приставка. В современном японском языке рэндаку встречается часто, но в значительной степени непредсказуем. Типичный пример — названия японских азбук катакана (яп. 片仮名) и хирагана (яп. 平仮名). Один и тот же корень (ка, 仮) в первом слове читается с глухой «к», а во втором слове происходит рэндаку, и «к» превращается в звонкую «г».
При рэндаку происходят следующие изменения согласных звуков: [s] → [z]; [ʦ] → [ʣ] или [z]; [ɕ] и [ʨ] → [ʥ]; [t] → [d]; [k] → [g]; [h], [ɸ] и [ç] → [b]. Последнее, не совсем понятное изменение объясняется тем, что в среднеяпонском языке современным звукам [h]/[ç] соответствовал [p]. В системе Поливанова эти изменения пишутся как твёрдая «с» и «ц» → «дз»; твёрдая «т» → «д»; «сь» и «ть» → «дзь»; «к» → «г»; «х» и «ф» → «б». В ромадзи это s, ts → z; t → d; k → g; sh, ch → j; h, f → b.

## Правила рэндаку

### Закон Лаймана
Самое известное правило рэндаку. Названо в честь американского лингвиста Бенджамина Лаймана, первого западного учёного, который исследовал этот феномен. Закон Лаймана гласит, что если в корне уже есть звонкий шумный согласный (б, г, д, дз), то корень не подвергается рэндаку. Пример:
- о: (яп. 大, «большой») + ката (яп. 方, «человек») = о:гата (яп. 大方, «большинство»); но
- о: (яп. 大, «большой») + кадзэ (яп. 風, «ветер») = о:кадзэ (яп. 大風, «ураган»)

Рэндаку происходит в 60 % слов, в которых он возможен по закону Лаймана.

### Сложносоставные слова
Правило рэндаку в сложносоставных словах было впервые сформулировано Оцу в 1980 году. В изложении Кубодзоно оно звучит так: если за A следует B, но при этом B не командует A, то B обычно не подвергается рэндаку. Иными словами: в слове ABC, где BC образует одну смысловую единицу, B не подвергается рэндаку (но C может подвергаться рэндаку от B). Пример:
- (нури (яп. 塗, «лак») + хаси (яп. 箸, «палочки для еды»)) + ирэ (яп. 入れ, «вместилище») = нурибасиирэ (яп. 塗箸入れ, «футляр для лакированных палочек для еды»); но
- нури (яп. 塗, «лак») + (хаси (яп. 箸, «палочки для еды») + ирэ (яп. 入れ, «вместилище»)) = нурихасиирэ (яп. 塗箸入れ, «лакированный футляр для палочек для еды»)

Из этого правила есть ряд исключений, например: о: (яп. 大, «большой») + (фуро (яп. 風呂, «баня») + сики (яп. 敷, «стлать»)) = о:буросики (яп. 大風呂敷, «бахвальство», или дословно, «большой банный коврик»).

### Редупликация корня
При редупликации корня для образования множественного числа или для интенсификации, рэндаку происходит всегда (если разрешено законом Лаймана). Примеры:
- ки (яп. 木, «дерево») + ки (яп. 木, «дерево») = киги (яп. 木々, «деревья»);
- симо (яп. 下, «низкий») + симо (яп. 下, «низкий») = симодзимо (яп. 下々, «простолюдины»);
- цуки (яп. 月, «месяц») + цуки (яп. 月, «месяц») = цукидзуки (яп. 月々, «ежемесячно»).

Но при редупликации звукоподражания рэндаку никогда не происходит:
- пика (яп. ピカ, «вспышка») + пика (яп. ピカ, «вспышка») = пикапика (яп. ピカピカ, «мигающий»);
- коро (яп. コロ, «звук небольшого катящегося предмета») + коро (яп. コロ) = корокоро (яп. コロコロ, «переменчивый»).

### Заимствованные корни
Как правило, корни, заимствованные из китайского или из европейских языков, не подвергаются рэндаку. Но существует ряд исключений. В частности, подвергаются рэндаку слова карута (яп. カルタ, «игральные карты»), заимствовано из португальского) и кайся (яп. 会社, «компания»), заимствовано из китайского; например: кабусикигайся (яп. 株式会社, «акционерная компания»).

### Двандва
В двандвах (англ. dvandva) (соединительных сложных словах, то есть в словах, в которых логическую связь между составными морфемами по-русски можно выразить соединительным союзом), рэндаку обычно не происходит. Примеры:
- оя (яп. 親, «родитель») + ко (яп. 子, «ребёнок») = ояко (яп. 親子, «родитель и ребёнок»);
- яма (яп. 山, «гора») + кава (яп. 川, «река») = ямакава (яп. 山川, «горы и реки»);

но ср.:
- яма (яп. 山, «гора») + кава (яп. 川, «река») = ямагава (яп. 山川, «горная река»).

### Частные правила
Существуют корни, которые всегда подвергаются рэндаку, например соно (яп. 園, «сад») и фути (яп. 渕, «бездна»).
Существуют корни, которые практически никогда не подвергаются рэндаку, например хара (яп. 原, «поле») и сака (яп. 坂, «склон», «холм»).
Существуют корни, которые подвергаются рэндаку в зависимости от слога непосредственно перед корнем. Например, для корня та (яп. 田, «рисовое поле») существует следующая закономерность:
- рэндаку не происходит после слога со звонким придыхательным согласным;
- рэндаку обычно не происходит после слога с аппроксимантом (р, в);
- рэндаку обычно происходит после слога с глухим или носовым согласным (всегда после «т» и «с», и часто после «к»).

Похожие правила действуют для ряда других корней, в том числе сима (яп. 島, «остров»), сава (яп. 沢, «болото», «долина»), саки (яп. 崎, «мыс»).
Также существуют корни, которые подвергаются рэндаку в зависимости от числа мор (в коротком слоге одна мора, а в длинном слоге две) в слове. Например, корень хон (яп. 本, «книга») подвергается рэндаку тогда и только тогда, когда в слове 4 или более моры.